# دود

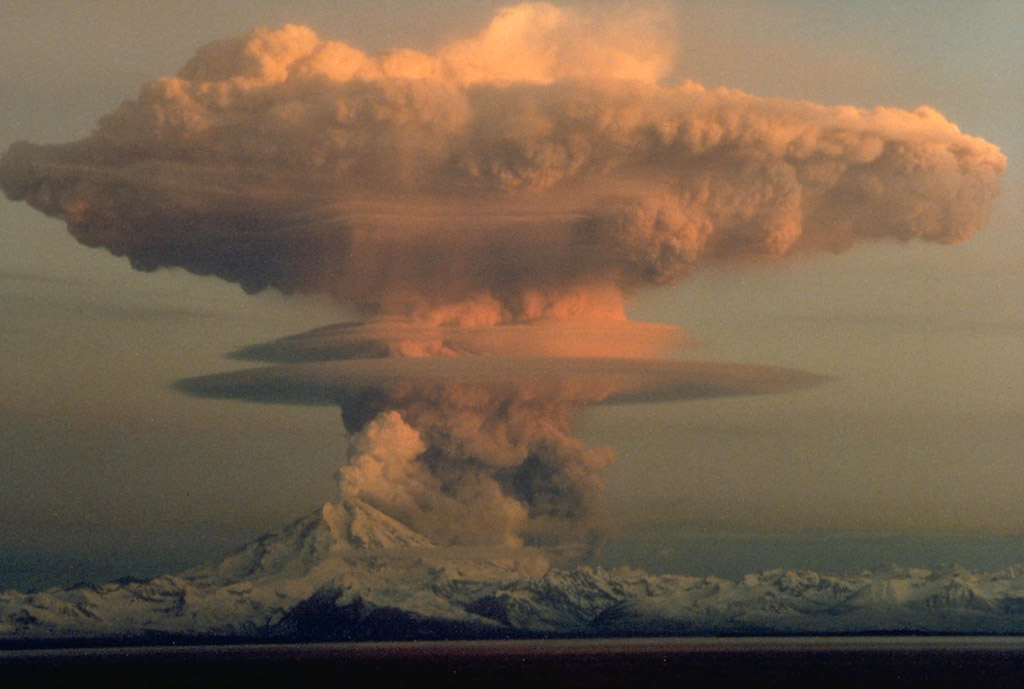
دود حاصل از یک آتشفشان

دود به ذرات معلق حاصل از احتراق ناقص سوخت گفته می‌شود.هر چند تعاریف متفاوتی از این تعریف موجود است که بدلیل دلایلی غیر سوختن میباشد.
فرمول سوختن کامل به این شکل است: (g)CO2(g) + H2O که می شود بخار آب + کربن دی اکسید

## پیرامون واژه
واژهٔ «دود» واژه‌ای از فارسی میانه است.

## کاربردها
این پدیده از ابتدای کشف آتش برای انسان‌ها مفید فایده بوده و بنحوی اولین وسیله ارتباطی انسانها بوده است.
بعدها در کشورها برای اعلام حمله نظامی ، جشن ،عزاداری و ساید فعالیت‌ها استفاده می‌شده است.

### دود در پزشکی

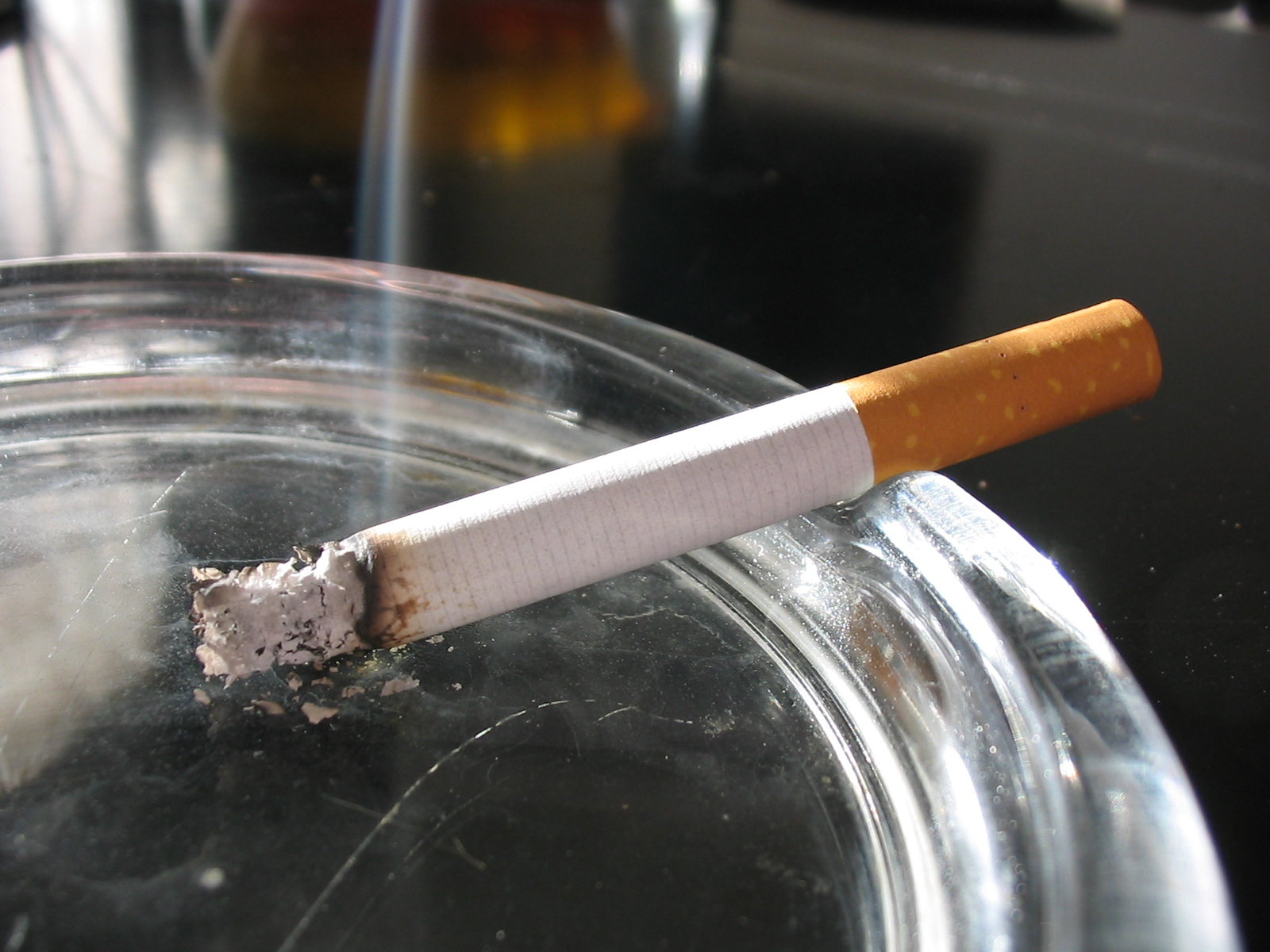
دود سیگار برای سلامتی زیان‌آور است

استشمام هر نوع دود، به‌طور کلی برای سلامتی انسان خطر آفرین است. انواع دودها می‌توانند بر سلامتی ریه،  قلب،  چشم و عروق تأثیرمنفی گذاشته و حتی موجب پوکی استخوان‌ها شوند.
با اینحال، دود درمانی، یکی از روش‌های درمانی طب قدیم ایران است. امروزه نیز از دود اسپند برای گندزدایی استفاده می‌شود.
در همین راستا، از دود برای ماندگاری طولانی و گندزدایی در ماهی دودی استفاده می‌گردد.

### در سایر علوم

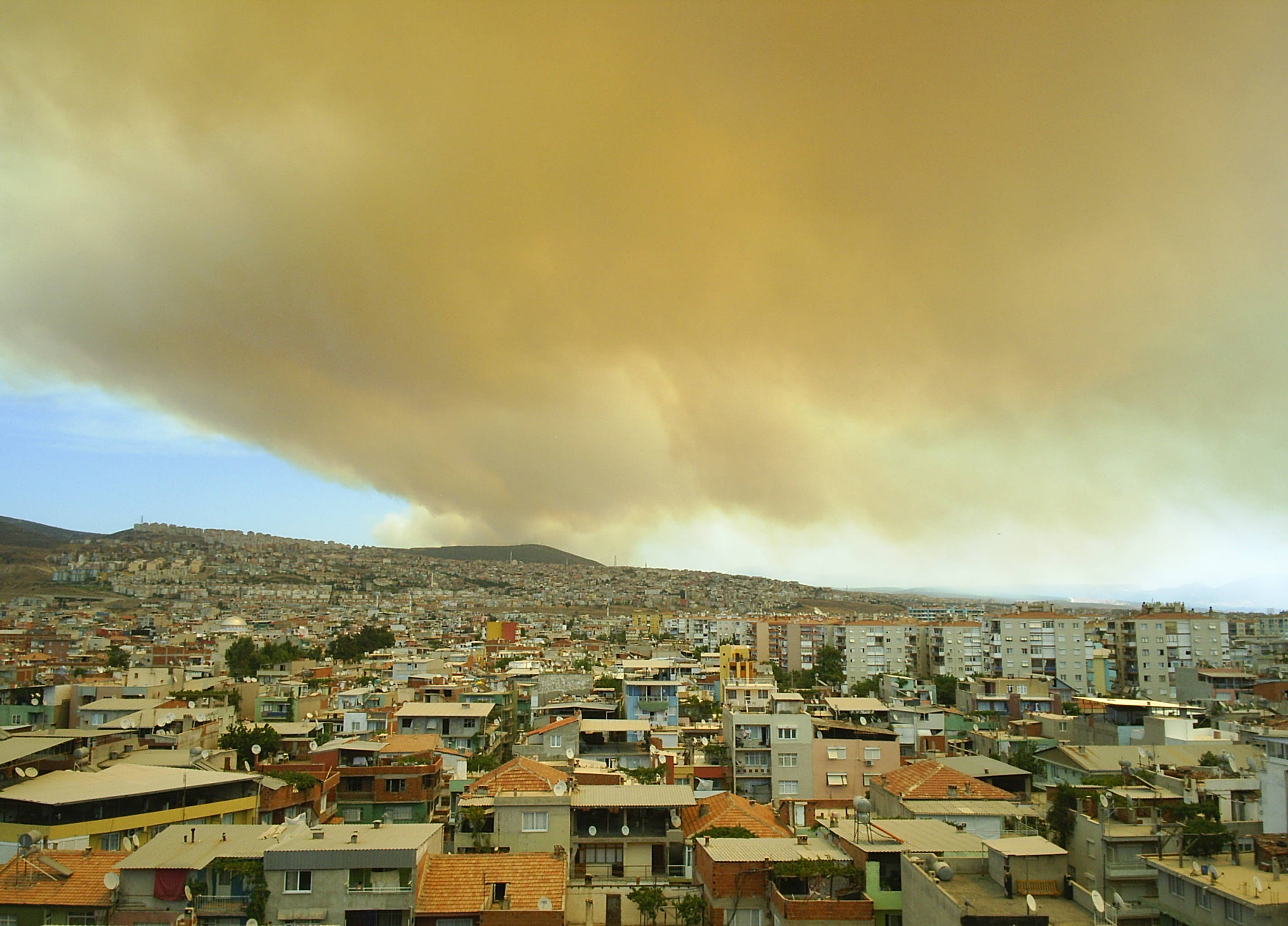
شهر ازمیر در ترکیه

ذرات دود می‌توانند یکی از عوامل ایجاد اثرات گلخانه‌ای و گرم شدن زمین باشند.
همچنین پدیده مه‌دود فتوشیمیایی نیز از آثار بافاصله آن است.

### در هنر
علاوه بر نقاشی با دود، دود در هنر عکاسی نیز کاربرد فراوان دارد.
این پدیده در فیلم سازی نیز کاربردهای فراوانی دارد.در تئاتر برای این پدید از دود اسپند یا ذغال استفاده می‌کنند 
در سایر فعالیت ها نظیر نقاشی،در سفالگری و ...می‌توان از این پدید استفاده کرد.

### در سیاست
برای تعیین پاپ جدید، رسم بر این است که کاردینال‌ها در مجمعی تصمیم گیری می‌کنند. برخاستن دود سیاه به نشانه مذاکره و برخاستن دود سفید به نشانه تفاهم تعبیر می‌شود. این مفهوم به روابط سیاسی سایر افراد، احزاب و کشورها نیز توسعه داده شده‌است.

### در ادیان
مسلمانان معتقدند که جهان هستی از دود به وجود آمده‌است.قرآن کریم می‌گوید:ثُمَّ اسْتَوَىٰ إِلَى السَّمَاءِ وَهِيَ دُخَانٌ یعنی: آن گاه آهنگ آفرینش آسمان کرد، در حالی که به صورت دود بود،  همچنین از نشانه‌های قیامت دود می‌باشد.قرآن کریم می فرماید:فَارْتَقِبْ يَوْمَ تَأْتِي السَّمَاءُ بِدُخَانٍ مُبِينٍ
پس به انتظار روزی باش که آسمان دودی آشکار بیاورد، 

## در ادبیات و اصطلاحات

### ضرب‌المثل‌های فارسی
- دود از کُنده بلند میشه کنایه به موفق افراد با تجربه
- دود چراغ خوردن کنایه از زیاد درس خواندن[۱۷]
- دود برآوردن و دود برآمدن کنایه از نابود کردن و نابود شدن[۱۸]
- سبیل کسی را دود دادن
- دود از کله کسی بلند شدن
- دودش به چشم کسی رفتن

### اشعار فارسی
| دود اگر بالا نشیند کسر شأن شعله نیست |  | جای چشم ابرو نگیرد گرچه او بالاتر است |

(صائب تبریزی)